# The Collected Stories of Arthur C. Clarke
The Collected Stories of Arthur C. Clarke este o colecție de 114 povestiri științifico-fantastice scrise de Arthur C. Clarke și publicată în 2001 de  Gollancz.
Include majoritatea povestirilor scrise de Arthur C. Clarke.

## Cuprins
- Prefață

1. "Travel by Wire!"
2. "How We Went to Mars"
3. "Retreat from Earth"
4. "Reverie"
5. "The Awakening"
6. "Whacky"
7. "Loophole"
8. "Rescue Party"
9. "Technical Error"
10. "Castaway"
11. "The Fires Within"
12. "Inheritance"
13. "Nightfall"
14. "History Lesson"
15. "Transience"
16. "The Wall of Darkness"
17. "The Lion of Comarre"
18. "The Forgotten Enemy"
19. "Hide-and-Seek"
20. "Breaking Strain"
21. "Nemesis"
22. "Guardian Angel"
23. "Time's Arrow"
24. "A Walk in the Dark"
25. "Silence Please"
26. "Trouble with the Natives"
27. "The Road to the Sea"
28. "The Sentinel"
29. "Holiday On the Moon"
30. "Earthlight"
31. "Second Dawn"
32. "Superiority"
33. "If I Forget Thee, Oh Earth"
34. "All The Time in the World"
35. "The Nine Billion Names of God"
36. "The Possessed"
37. "The Parasite"
38. "Jupiter Five"
39. "Encounter in the Dawn"
40. "The Other Tiger"
41. "Publicity Campaign"
42. "Armaments Race"
43. "The Deep Range"
44. "No Morning After"
45. "Big Game Hunt"
46. "Patent Pending"
47. "Refugee"
48. "The Star"
49. "What Goes Up"
50. "Venture to the Moon" (six individual connected stories)
51. "The Starting Line"
52. "Robin Hood, F.R.S."
53. "Green Fingers"
54. "All that Glitters"
55. "Watch this Space"
56. "A Question of Residence"
57. "The Pacifist"
58. "The Reluctant Orchid"
59. "Moving Spirit"
60. "The Defenestration of Ermintrude Inch"
61. "The Ultimate Melody"
62. "The Next Tenants"
63. "Cold War"
64. "Sleeping Beauty"
65. "Security Check"
66. "The Man Who Ploughed the Sea"
67. "Critical Mass"
68. "The Other Side of the Sky" (six individual connected stories)
69. "Special Delivery"
70. "Feathered Friends"
71. "Take a Deep Breath"
72. "Freedom of Space"
73. "Passer-by"
74. "The Call of the Stars"
75. "Let There Be Light"
76. "Out of the Sun"
77. "Cosmic Casanova"
78. "The Songs of Distant Earth"
79. "A Slight Case of Sunstroke"
80. "Who's There?"
81. "Out of the Cradle, Endlessly Orbiting..."
82. "I Remember Babylon"
83. "Trouble with Time"
84. "Into the Comet"
85. "Summertime on Icarus"
86. "Saturn Rising"
87. "Death and the Senator"
88. "Before Eden"
89. "Hate"
90. "Love That Universe"
91. "Dog Star"
92. "Maelstrom II"
93. "An Ape About the House"
94. "The Shining Ones"
95. "The Secret"
96. "Dial F for Frankenstein"
97. "The Wind from the Sun"
98. "The Food of the Gods"
99. "The Last Command"
100. "Light of Darkness"
101. "The Longest Science-fiction Story Ever Told"
102. "Playback"
103. "The Cruel Sky"
104. "Herbert George Morley Roberts Wells, Esq."
105. "Crusade"
106. "Neutron Tide"
107. "Reunion"
108. "Transit of Earth"
109. "A Meeting with Medusa"
110. "Quarantine"
111. "'siseneG': 'Genesis' spelled backwards"
112. "The Steam-powered Word Processor"
113. "On Golden Seas"
114. "The Hammer of God"
115. "The Wire Continuum" (cu Stephen Baxter)
116. "Improving the Neighbourhood"

## Legături externe
- en  Istoria publicării lucrării The Collected Stories of Arthur C. Clarke la Internet Speculative Fiction Database

## Vezi și
- Listă cu povestirile lui Arthur C. Clarke traduse în limba română